# Hajdúchy
Hajdúchy jsou národní přírodní rezervace na Slovensku, v katastrálním území obce Častá v okrese Pezinok v Bratislavskémo kraji. Leží v Malých Karpatech a v jejich podcelku Pezinské Karpaty, přibližně 3,5 kilometru severozápadně od hradu Červený Kameň, na území chráněné krajinné oblasti Malé Karpaty. Rezervace byla vyhlášena v roce 1981 a její rozloha je 56,11 hektaru. Předmětem ochrany jsou zachovalá lesní společenstva 4. vegetačního stupně s velmi dobrým předpokladem autoregulace skupin lesních typů na magmatitech.